# Oldřich Spáčil
Oldřich Spáčil (Dřevohostice, 1928) fue un jugador de balonmano checoslovaco. Fue un componente de la Selección de balonmano de Checoslovaquia.
Con la selección ganó la medalla de bronce en el Campeonato Mundial de Balonmano Masculino de 1954 y la medalla de plata en el Campeonato Mundial de Balonmano Masculino de 1958.
También ganó la medalla de bronce en el Campeonato Mundial de Balonmano al aire libre en 1955, en el que jugaban once jugadores.
También fue entrenador de balonmano de la selección checoslovaca.

## Palmarés

### Dukla Praga
- Liga de balonmano de Checoslovaquia (9): 1953, 1954, 1955, 1956, 1958, 1959, 1960, 1961, 1962
- Liga de Campeones de la EHF (1): 1957[1]

## Clubes

### Como jugador
- Sokol Dřevohostice ( -1952)
- HC Dukla Praga (1952-1962)
- Banik Karviná (1962- ?)

### Como entrenador
- Banik Karviná
- Selección de balonmano de Checoslovaquia
- Vsetínaběhem